# Sanxay
Sanxay é uma comuna francesa na região administrativa da Nova Aquitânia, no departamento de Vienne. Estende-se por uma área de 24,13 km². Em 2010 a comuna tinha 560 habitantes (densidade: 23,2 hab./km²).